# Cyclophora subochreata
Cyclophora subochreata là một loài bướm đêm trong họ Geometridae.